# Listă de actori albanezi
Aceasta este o listă de actori albanezi. Lista cuprinde și albanezi de origine din Kosovo, Republica Macedonia, Muntenegru și actori din toată lumea de origine albaneză. 

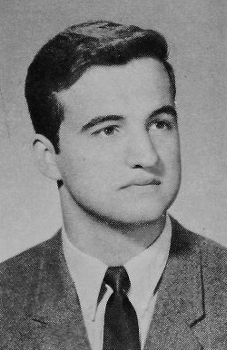
John Belushi

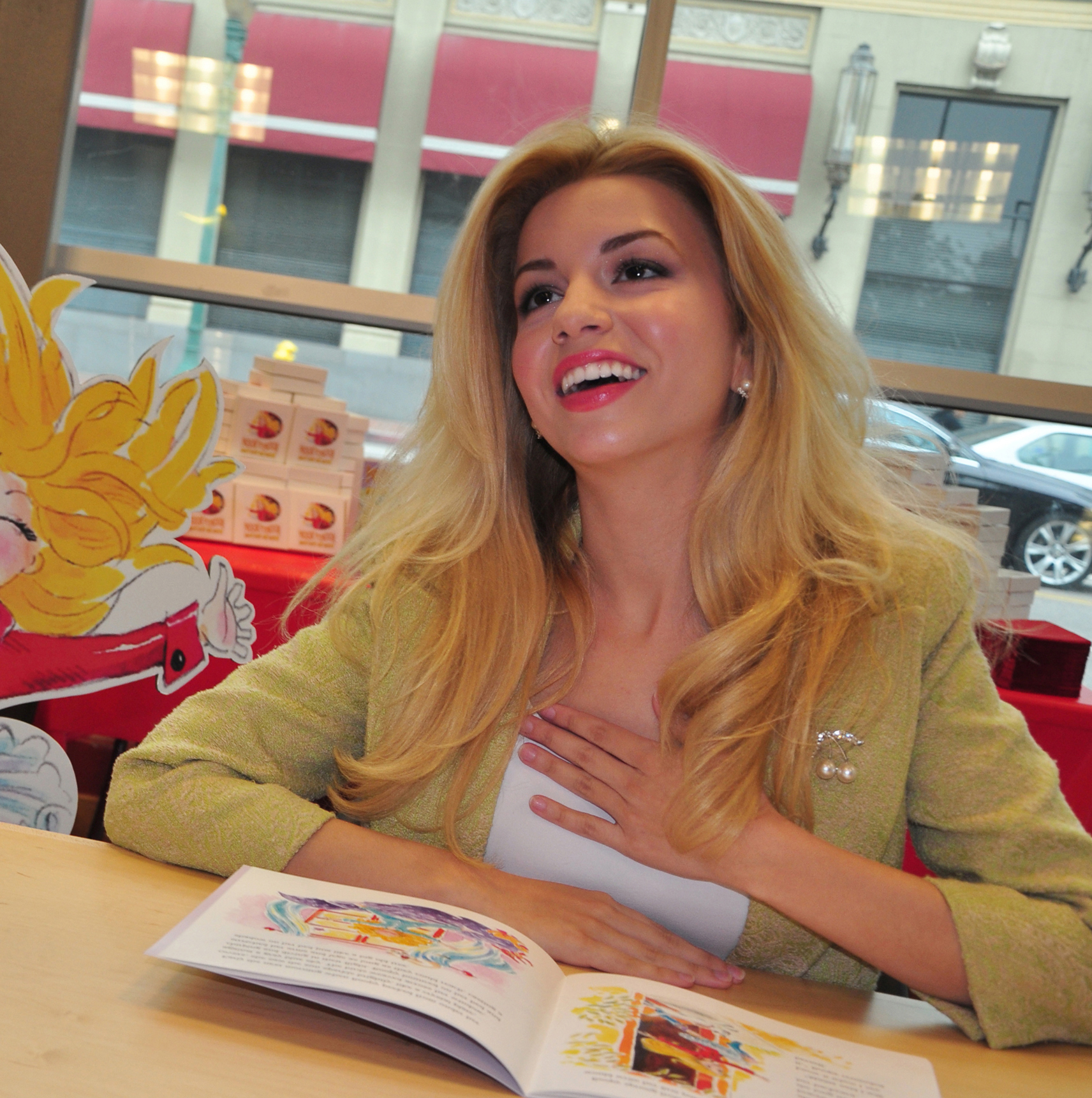
Masiela Lusha

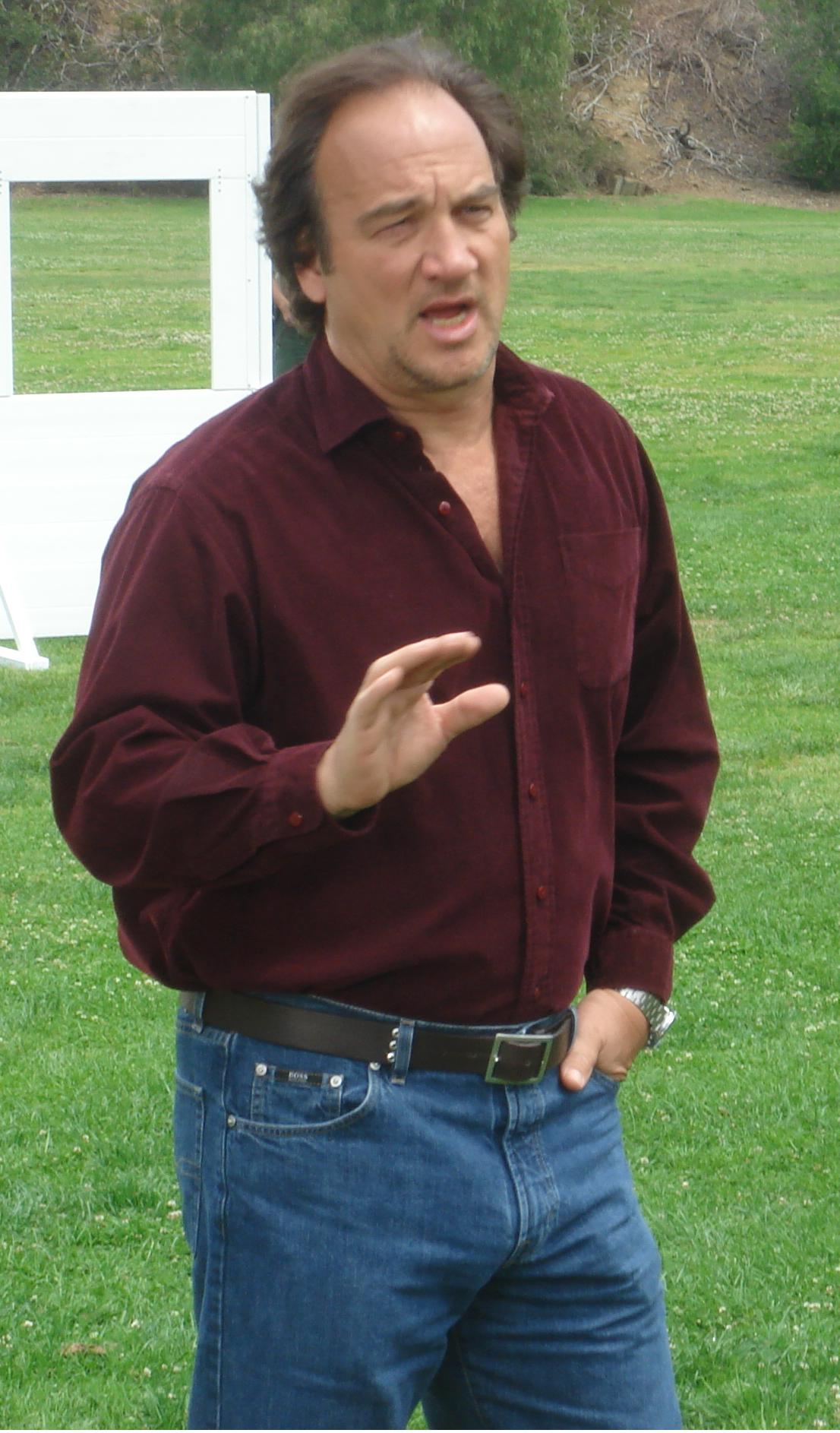
James Belushi

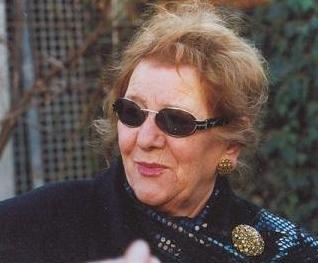
Tinka Kurti

Cuprins: Început - 0–9 A B C D E F G H I J K L M N O P Q R S T U V W X Y Z

## Listă de actori
- Aleksandër Moisiu (1879-1935)
- Pjetër Gjoka (1912-1982)
- Sandër Prosi (1920-1985)
- Pandi Raidhi (1921-1999)
- Naim Frashëri (1923-1975)
- Kadri Roshi (1924-2007)
- Sulejman Pitarka (1924-2007)
- Ndrek Luca (1927-1995)
- Luan Qerimi (1929)
- Skënder Sallaku (1935-2014)
- Bekim Fehmiu (1936-2010)
- Albert Vërria (1936-2015)
- Dhimitër Orgocka (1936)
- Faruk Begolli (1944-2007)
- James Belushi (1954)
- John Belushi (1949-1982)
- James Biberi (1965)
- Klement Tinaj (1990)
- Blerim Destani (1981)
- Erand Hoxha (1987)
- Mike Dusi (1981)
- Halit Ergenç (1970)
- Victor Gojcaj (1983)
- Agim Kaba (1980)
- Peter Malota (1959)
- Nickola Shreli (1981)
- Robert Ndrenika (1942)
- Enver Petrovci (1954)
- Nik Xhelilaj (1983)
- Esat Teliti (1950)
- Erbi Ago (1990)
- Reshat Arbana (1940)
- Ilir Jaçellari (1970)
- Laert Vasili (1974)
- Roland Trebicka (1947-2013)
- Llazi Sërbo (1945-2010)
- Agim Qirjaqi (1950-2010)
- Andon Qesari (1942)
- Aleko Prodani (1942-2006)
- Bujar Lako (1946)
- Ndriçim Xhepa (1957)
- Vasillaq Vangjeli (1948-2011)

## Listă de actrițe
- Marie Logoreci (1920-1988)
- Ferial Alibali (1923-2011)
- Liza Vorfi (1924-2011)
- Violeta Manushi (1926-2007)
- Drita Pelingu (1926-2013)
- Melpomeni Çobani (1928)
- Esma Agolli (1928-2010)
- Margarita Xhepa (1932)
- Tinka Kurti (1932)
- Melihate Ajeti (1935-2005)
- Antoneta Papapavli (1938-2013)
- Yllka Mujo (1953)
- Rajmonda Bulku (1958)
- Luiza Xhuvani (1964)
- Luli Bitri (1976)
- Masiela Lusha (1985)
- Flonja Kodheli